# Verteuil-sur-Charente
Verteuil-sur-Charente is een gemeente in het Franse departement Charente (regio Nouvelle-Aquitaine) en telt 715 inwoners (2005). De plaats maakt deel uit van het arrondissement Confolens.

## Geografie
De oppervlakte van Verteuil-sur-Charente bedraagt 14,3 km², de bevolkingsdichtheid is 50,0 inwoners per km².
De onderstaande kaart toont de ligging van Verteuil-sur-Charente met de belangrijkste infrastructuur en aangrenzende gemeenten.

## Demografie
Onderstaande figuur toont het verloop van het inwonertal (bron: INSEE-tellingen).